# Rittergut Magwitz

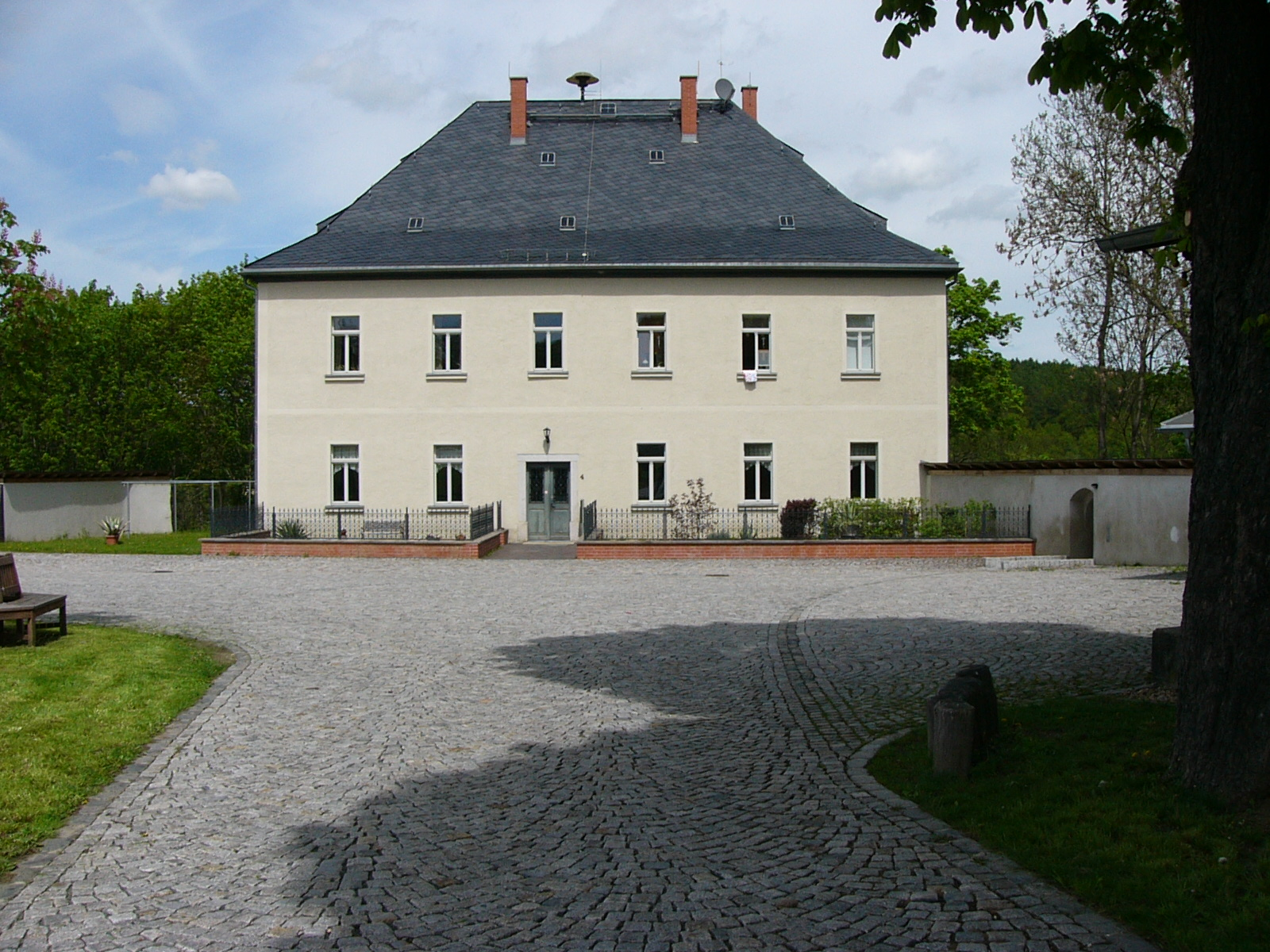
Ansicht des Hauptgebäudes

Das Rittergut Magwitz ist ein Rittergut in Magwitz, heute Stadtteil von Oelsnitz/Vogtl. im sächsischen Vogtlandkreis.

## Geografie
Das Rittergut Magwitz befindet sich im Bahnhofsweg im Norden des Orts.

## Geschichte
Die lokaladelige Familie von Machwitz hatte im Ort ihren Stammsitz, zunächst als Ringwallanlage an der Straße in Richtung Planschwitz. Dieser Herrensitz wurde erstmals 1236 erwähnt. Zu den späteren Besitzern des Ortes zählte die Familie von Raschau (1372) und Thoß (1410). Der Herrensitz Magwitz wurde 1445 erstmals als Rittersitz bezeichnet. Das Rittergut wurde nach Aufgabe der Burg am heutigen Standort errichtet. Dieses besaß von 1487 bis ins 17. Jahrhundert die Familie von Falkenstein. In deren Zeit fiel die Aufteilung des Besitzes in zwei Vorwerke, die 1606 zu einem Rittergut vereinigt wurden. Anschließend war das Rittergut Magwitz im Besitz der Familie von Reitzenstein (1719–1749), eines Herrn Kospoth (bis 1766), von Max Fulda (ab 1901) und der Gebrüder Rinn (ab 1920). Im Jahr 1937 erfolgte der Verkauf der Nutzflächen des Ritterguts an den Weißelsterverband, der einen Teil davon für die Anlage der Talsperre Pirk verwendete. Die Hofanlage befand sich von 1938 bis zur Enteignung im Zuge der Bodenreform in der Sowjetischen Besatzungszone ab 1945 im Besitz von Hermann Freude. Zwischen 1952 und 1990 wurde das Gut durch die LPG genutzt.
Das heutige Schlossareal befindet sich in einer Hanglage zur Hauptstraße gelegen, wo sich ein Aufgang für Fußgänger entlang der Reste einer Wehrmauer befindet. Der ummauerte Vierseithof birgt Nebengebäude und ein bewohntes Haupthaus.

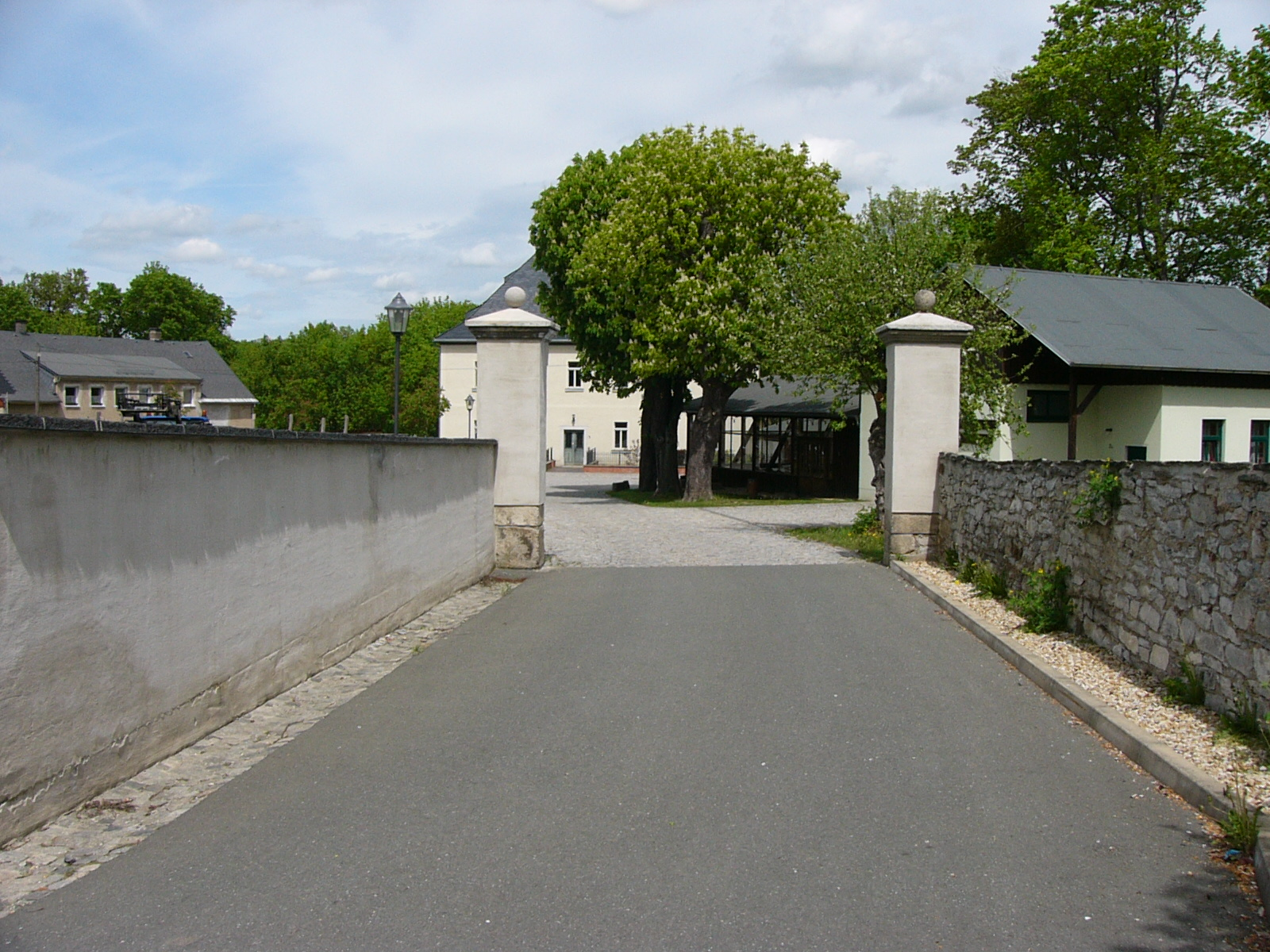
Eingangsbereich mit Umfassungsmauer
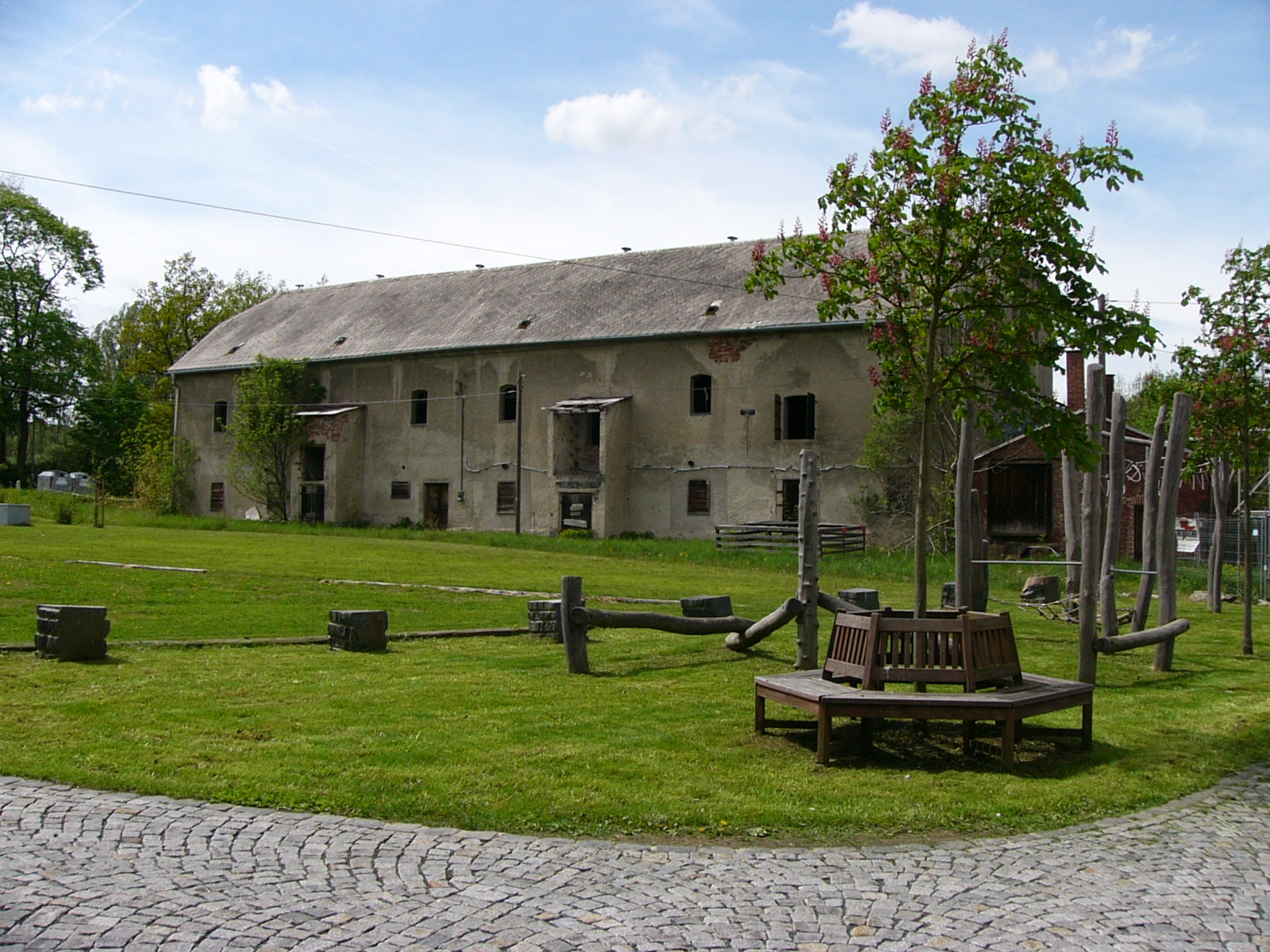
Wirtschaftsgebäude
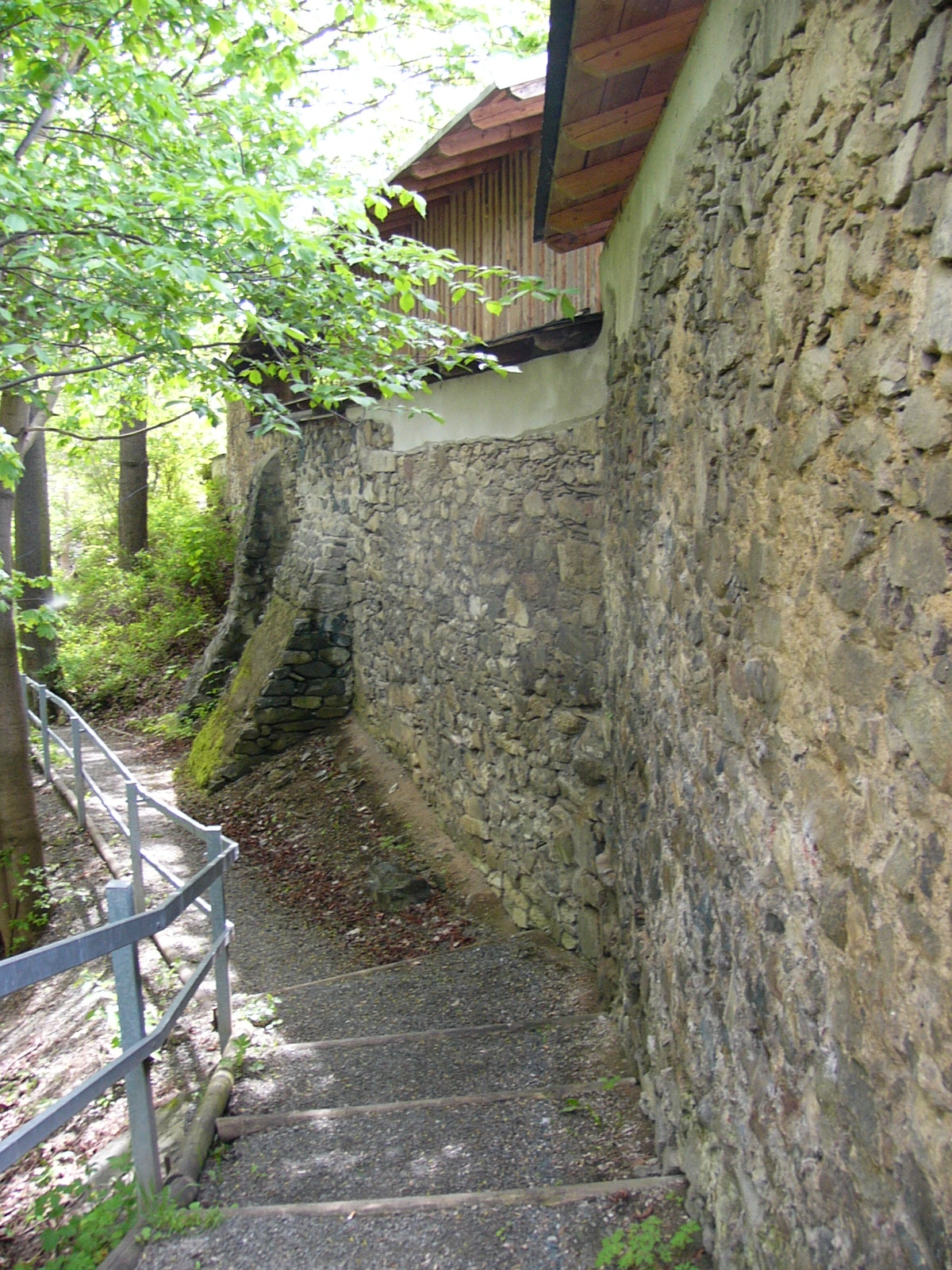
Reste der Wehrmauer